# Maleye N'Doye
Pour les articles homonymes, voir Ndoye.
Maleye N'Doye, né le 19 août 1980 à Dakar (Sénégal), est un joueur sénégalais de basket-ball. Il mesure 2,03 m et évolue aux postes d'ailier et d'arrière.

## Biographie
N’Doye a été formé dans le système américain passant d’abord par un lycée dans le Tennessee avant d’obtenir une bourse à l’université Furman, celle-là même où est passé Karim Souchu. Cet international sénégalais y effectua l’intégralité de son cursus NCAA. Il boucla son année senior en étant nommé dans l’équipe type de sa conférence avec la ligne de statistiques suivantes : 16,0 points (43,6 % à 3 points), 5,3 rebonds et 1,2 passe décisive en 31 minutes. Essayé par les Mavericks de Dallas durant l’été 2004, N’Doye participa ensuite à la Coupe d’Afrique des Nations où finit d’ailleurs meilleur marqueur de la sélection sénégalaise avec 14,6 points en moyenne par match malgré la présence à ses côtés de joueurs tels que Boniface N’Dong ou encore Babou Cissé.
N’Doye a fait ses débuts professionnels durant la saison 2004-2005 en Europe en s’engageant pour la formation portugaise du Benfica Lisbonne. Avec le club lusitanien, il tournait à 8,3 points à 45,4 % et 2,8 rebonds en 21 minutes de temps de jeu.
Mis à l’essai par la JDA Dijon pour remplacer l’ailier américain Jerry Williams, le natif de Dakar a rapidement convaincu l'encadrement bourguignon de le signer pour le reste de la saison 2005-2006. Il réalise de bons débuts en Pro A : 10,6 points à 42,1 % et 3,6 rebonds en 27 minutes. Après avoir disputé le Mondial 2006 avec le Sénégal au Japon, il fait encore progresser ses statistiques la saison suivante avec des responsabilités accrues : 13,8 points à 42,3 % et 3,9 rebonds en 34 minutes.
Cette année, il est encore monté d’un cran terminant meilleur marqueur de la formation bourguignonne et s’imposant véritablement comme l’un des meilleurs extérieurs de Pro A : 16,2 points à 48,4 % (38,9 % à 3 points) et 4,9 rebonds en 35 minutes.
Joueur polyvalent, capable d’évoluer sur les postes 2, 3 et 4, bon tireur, N’Doye est une solution de choix sur les ailes pour le MSB afin de compenser notamment le départ de Nicolas Batum. Après 3 années passées à Dijon, le Sénégalais a eu en effet l'occasion de franchir un nouveau palier en découvrant l’Euroligue.
Il fit également des essais au cours de la Summer League 2008 de Las Vegas aux côtés des Spurs de San Antonio, et notamment d'Amara Sy.
Durant l'été 2012, il s'engage avec le Paris-Levallois Basket.
Le 19 juillet 2016, il quitte Paris-Levallois.
Le 18 septembre 2016, il revient au Paris-Levallois pour deux mois en tant que pigiste médical de Cyrille Eliezer-Vanerot. Le 16 novembre 2016, il est conservé jusqu'à la fin de la saison 2016-2017.
Le 1er juillet 2017, il prolonge son contrat avec Paris-Levallois. Le 16 novembre 2017, il signe au Rueil Athletic Club en Nationale 1.
Le 11 janvier 2019, il quitte la France pour la Suisse où il signe au BBC Nyon. Le 18 mai le BBC Nyon remporte le championnat de 2ème division (3-0 face à Meyrin) et Maleye est proclamé MVP de la finale.

## Clubs successifs
- 2000 - 2004 :  Furman University (NCAA I)
- 2004 - 2005 :  Benfica Lisbonne (1re division)
- 2005 - 2008 :  JDA Dijon (Pro A)
- 2008 - 2010 :  Le Mans SB (Pro A)
- 2010 - 2012 :  Orléans LB (Pro A)
- 2012 - 2017 :  Paris-Levallois (Pro A)
- 2017 - 2018 :  Rueil AC (NM1)
- 2018 - 2019 :  BBC Nyon (LNB puis LNA)

## Carrière en équipe du Sénégal
Il joue comme ailier avec l'équipe du Sénégal de basket-ball.
Il participe au Mondial 2006 au Japon.
Du 5 au 10 juillet 2016, il participe au Tournoi de qualification olympique de Manille.
En mars 2017, il participe aux qualifications de l'AfroBasket 2017.

## Palmarès

### Club
- Coupe de France : 2006, 2009, 2013
- Semaine des As : 2009
- Vainqueur du Match des champions : 2013

### Sélection nationale
- Championnat du monde masculin de basket-ball
  - 22e du Championnat du monde de basket masculin 2006 au Japon
- Championnat d'Afrique
  -  Médaille d’Argent au Championnat d'Afrique 2003 en Égypte
  - 4e du Championnat d'Afrique 2005 en Algérie
  - 9e au Championnat d'Afrique de basket-ball 2007 en Angola
  - 7e au championnat d'Afrique de Basketball en 2009 en Libye
  - 5e au championnat d'Afrique de Basketball en 2011 à Madagascar
  - 3e au championnat d'Afrique de Basketball en 2013 en cote d'ivoire